# Hisato Sató
Hisato Sató (* 12. března 1982) je japonský fotbalista.

## Reprezentační kariéra
Hisato Sató odehrál 31 reprezentačních utkání. S japonskou reprezentací se zúčastnil Mistrovství Asie ve fotbale 2007.

## Statistiky
| Japonsko | Japonsko | Japonsko |
| Roky     | Záp.     | Góly     |
| -------- | -------- | -------- |
| 2006     | 12       | 3        |
| 2007     | 7        | 0        |
| 2008     | 6        | 0        |
| 2009     | 3        | 1        |
| 2010     | 3        | 0        |
| Celkem   | 31       | 4        |